# Montañas Qilian

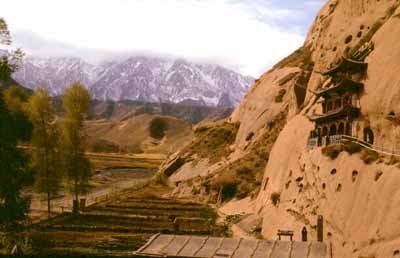
Vista de las montañas.

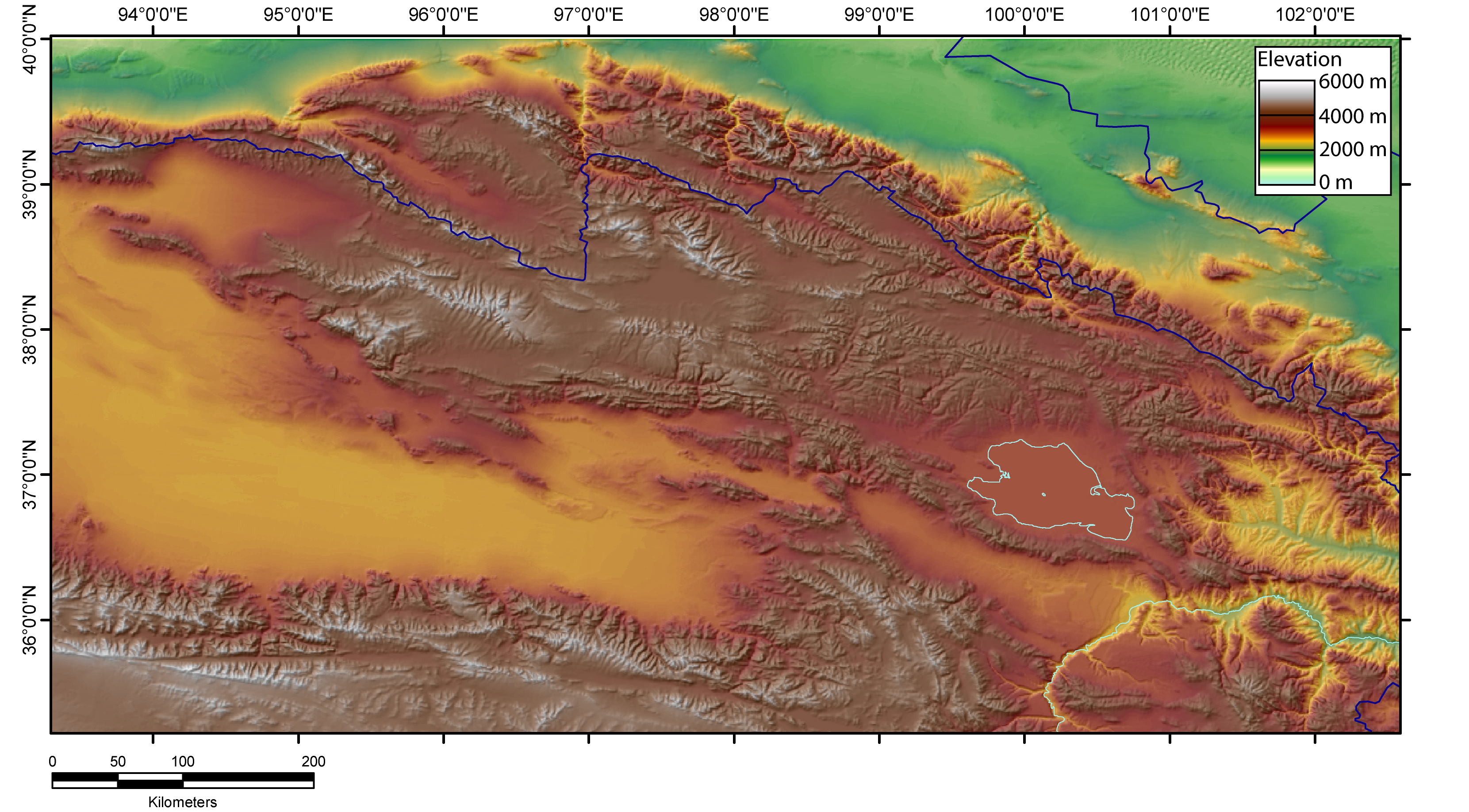
Plano de la región de las montañas Qilian.

Las montañas, o cordillera, Qilian (en chino, 祁连山; pinyin, Qílián Shān), también conocidas como montañas Nán o Nan Shan (en chino, 南山; literalmente, ‘montañas del sur’) son una cadena montañosa localizada en la parte norte de China, parte de una cadena montañosa más grande, la cordillera Kunlun que, a su vez, forman la cordillera nororiental de la meseta Tibetana. Es la frontera entre las provincias de Qinghai y de Gansu, una línea divisoria geográfica entre el sur y el norte de China.
La cordillera da nombre al condado de Qilian de la provincia de Qinghai.

## Geografía
La cordillera se extiende, desde el sur de Dunhuang, unos 800 km hacia el sureste, formando el escarpe nororiental de la meseta Qinghai-Tíbet y la frontera suroeste del corredor de Gansu (o de Hexi). La cordillera comienza en la parte oriental de la provincia de Gansu y llega hasta a la parte occidental de la provincia de Henan. Se eleva, en promedio, de 2.000 a 3.000 metros sobre el nivel del mar. La cima homónima del pico Qilian Shan, situada aproximadamente a 60 km al sur de Jiuquan (39°12′N 98°32′E / 39.200, 98.533), se alza hasta los 5.547 m, constituyendo la elevación más alta de la provincia de Gansu. Es también la cima más alta de la cordillera principal, pero hay dos cimas más altas más al sur, Kangze'gyai (38°30′N 97°43′E / 38.500, 97.717), con 5.808 m y Qaidam Shan (38°2′N 95°19′E / 38.033, 95.317), con 5.759 m. La cordillera continua hacia el oeste, con el Yema Shan (5.250 m) y el Altun Shan (5.798 m). Al este, pasa al norte del lago Qinghai, acabando en las estribaciones de los Daban Shan y Xinglong Shan, cerca de Lanzhou, con la cima del Maoma Shan (4.070 m), el pico más alto del sector oriental.
Algunas secciones de la Gran Muralla China de la dinastía Ming recorren sus vertientes septentrionales, al sur de la cima septentrional del Longshou Shan (3.616 m).
Las montañas Qilián son la fuente de muchos ríos y arroyos, en su mayoría pequeños, que fluyen hacia el noreste y finalmente desaparecen en el desierto de Alashan, proporcionando agua potable y riego para la agricultura de regadío de las comunidades del corredor de Gansu, siendo el más importante el río Ejin. Debido al calentamiento global, se piensa que los glaciares de estas montañas podrían desaparecer en el año 2050, aumentando la escasez de agua.
El ecosistema característico de las montañas Qilian ha sido descrito por el Fondo Mundial para la Naturaleza como bosques de coníferas de las montañas Qilian (Qilian Mountains conifer forests).
Biandukou (扁都口), con una altitud de más de 3.500 m, es un paso en las montañas Qilian que conecta el condado de Minle (Gansu), en el norte, con el condado de Qilian (Qinghai), en el sur.

## Historia
El Shiji menciona las "montañas Qilian" junto con Dunhuang como la patria de los yuezhi. Un erudito ha sugerido, sin embargo, que el nombre se refiere aquí a las montañas ahora conocidas como Tian Shan, localizadas unos 1.500 km al oeste, y que Dunhuang podría ser la montaña Dunhong.
Qilian (祁连), según Yan Shigu, un comentarista de la dinastía Tang del Shiji, sería una palabra xiongnu que significaría «cielo» (en chino, 天; pinyin, tiān).
La cordillera se conocía antiguamente en las lenguas europeas como cordillera Richthofen, en honor de Ferdinand von Richthofen, quien fue tío del Barón Rojo -geólogo explorador tío.

## Puertos de Montaña
Es una zona muy desconocida con un gran atractivo. La cordillera supone un freno al desierto del Gobi , y presenta unos pasos desconocidos y de gran belleza. Rodeados de un entorno infartante con picos nevados, exuberantes bosques y grandes prados.
Todos ellos presentes en carreteras aptas para cualquier tipo de vehículos, las hay que son amplias carreteras pavimentadas y otras que son de tierra, preferibles para coches 4x4. 
Sin duda, una de las montañas de China con más numerosas carreteras de montaña . Un paraíso para perderse entre las montañas para cualquier entusiasta de la conducción y toda amante de la naturaleza. 
Además suponen un refresco en los meses cálidos del año donde en las grandes ciudades como Xining se llegan a alcanzar fácilmente temperaturas superiores a 40 °C. 
Es una lista de los pasos montañosos de la cordillera, incluido sus ramales(pequeñas extensiones de montañas en los limítrofes)  
| Wahusí Pass                                    |                                   | No           | 4450 | 38°36′28.4″N 98°22′55.7″E / 38.607889, 98.382139                                                                                 |                |                     |    |      |                                                    |
| Hei Dában                                      |                                   | No           | 4360 | 39°15′22.9″N 97°40′19.3″E / 39.256361, 97.672028                                                                                 |                |                     |    |      |                                                    |
| Wugéshan Pass                                  |                                   | No           | 4340 | 38°43′01.3″N 98°08′42.1″E / 38.717028, 98.145028                                                                                 |                |                     |    |      |                                                    |
|                                                | X414/Tianmu Highway               | No           | 4334 | 38°04′17.0″N 99°03′49.5″E / 38.071389, 99.063750                                                                                 |                |                     |    |      |                                                    |
| Erzhihala Daban                                | S215/Huangjia Highway             | No           | 4300 | 39°02′27.6″N 98°16′39.5″E / 39.041000, 98.277639                                                                                 |                |                     |    |      |                                                    |
| Lenglongling Pass                              |                                   | No           | 4250 | 37°47′26.6″N 101°21′32.5″E / 37.790722, 101.359028                                                                               |                |                     |    |      |                                                    |
| Kekesainiha Pass                               |                                   | No           | 4240 | 37°50′07.0″N 99°37′50.7″E / 37.835278, 99.630750                                                                                 |                |                     |    |      |                                                    |
| Duoerfeng Pass                                 |                                   | No           | 4200 | 38°18′00.1″N 98°16′03.1″E / 38.300028, 98.267528                                                                                 |                |                     |    |      |                                                    |
|                                                | Mulizhen-Wei Da Road              | No           | 4170 | 38°16′48.8″N 99°11′12.0″E / 38.280222, 99.186667                                                                                 |                |                     |    |      |                                                    |
| Jiéhézhaxiumanea Daban                         |                                   | No           | 4150 | 38°17′26.5″N 99°15′19.2″E / 38.290694, 99.255333                                                                                 |                |                     |    |      |                                                    |
| Laofan Pass                                    | G213                              | No           | 4150 | 38°35′50.9″N 99°29′27.1″E / 38.597472, 99.490861                                                                                 |                |                     |    |      |                                                    |
|                                                | Haitong-Kongkeli Road             | No           | 4140 | 37°44′00.4″N 100°53′58.0″E / 37.733444, 100.899444                                                                               |                |                     |    |      |                                                    |
| Osaka Pass                                     | S204/Erga Highway                 | No           | 4130 | 38°47′03.5″N 98°44′43.5″E / 38.784306, 98.745417                                                                                 |                |                     |    |      |                                                    |
| Dadongshu Pass                                 | S204/Erga Highway                 | Si           | 4120 | 38°00′51.2″N 100°14′18.1″E / 38.014222, 100.238361                                                                               |                |                     |    |      |                                                    |
|                                                | Rèjiang line                      | No           | 4065 | 37°44′00.5″N 100°20′16.9″E / 37.733472, 100.338028                                                                               |                |                     |    |      |                                                    |
| Sue Daban/Diao Daban                           | S215/Huangjia Highway             | Parcialmente | 4015 | 39°22′03.0″N 97°38′55.9″E / 39.367500, 97.648861                                                                                 |                |                     |    |      |                                                    |
| Qingyanggou Daban                              | X519                              | No           | 4000 | 38°08′54.3″N 100°36′15.6″E / 38.148417, 100.604333                                                                               |                |                     |    |      |                                                    |
| Amao Pass                                      | S101                              | Si           | 3973 | 35°38′59.9″N 101°06′01.6″E / 35.649972, 101.100444                                                                               |                |                     |    |      |                                                    |
| Fengguang Yakou                                | G227                              | Si           | 3961 | 37°20′58.5″N 101°23′52.9″E / 37.349583, 101.398028                                                                               |                |                     |    |      |                                                    |
| Long Kong Daban                                |                                   | No           | 3930 | 38°05′29.7″N 100°39′23″E / 38.091583, 100.65639                                                                                  |                |                     |    |      |                                                    |
|                                                | Tianmo Highway                    | No           | 3915 | 37°44′35.6″N 100°46′57.8″E / 37.743222, 100.782722                                                                               |                |                     |    |      |                                                    |
| Gaona Pass/Gaonaniha Yakou                     | X515/Chamo Highway                | Si           | 3905 | 37°25′10.4″N 100°42′26.4″E / 37.419556, 100.707333                                                                               |                |                     |    |      |                                                    |
| NingChan Pass                                  | Xianxiao Highway                  | No           | 3900 | 37°32′15.7″N 101°51′34.6″E / 37.537694, 101.859611                                                                               |                |                     |    |      |                                                    |
| Haitar Pass                                    | S204/Erga Highway                 | Si           | 3882 | 37°39′37.5″N 100°27′10.3″E / 37.660417, 100.452861                                                                               |                |                     |    |      |                                                    |
| Shui Dabanya Pass/Xianyuan Pass/Panda Pass     | S302/Panda Highway                | No           | 3880 | 37°42′18.4″N 100°56′12.9″E / 37.705111, 100.936917                                                                               |                |                     |    |      |                                                    |
| Hetal Mountain                                 |                                   | Si           | 3865 | 37°39′37.3″N 100°27′18.01″E / 37.660361, 100.4550028                                                                             |                |                     |    |      |                                                    |
| Guanjiao Pass                                  | G315                              | Si           | 3856 | 37°10′42.0″N 98°52′18.7″E / 37.178333, 98.871861                                                                                 |                |                     |    |      |                                                    |
| Xiangpi Pass                                   | Danla Line/G109                   | Si           | 3824 | 36°45′09.5″N 99°36′26.2″E / 36.752639, 99.607278                                                                                 |                |                     |    |      |                                                    |
| Lajishan Pass                                  | S101                              | Si           | 3820 | 36°21′26.5″N 101°26′48.5″E / 36.357361, 101.446806                                                                               |                |                     |    |      |                                                    |
| Keqian Pass                                    | X224                              | No           | 3816 | 36°14′13.9″N 102°18′15.4″E / 36.237194, 102.304278                                                                               |                |                     |    |      |                                                    |
| Yunshangbakatai                                |                                   |              | 3801 | 36°15′59.97″N 101°12′14.3″E / 36.2666583, 101.203972                                                                             |                |                     |    |      |                                                    |
| Dachayahuo Pass                                | Y339 County Road                  | No           | 3800 | 38°36′59.9″N 99°33′43.4″E / 38.616639, 99.562056                                                                                 |                |                     |    |      |                                                    |
| Lanka Yakou                                    |                                   | No           | 3780 | 36°29′04.2″N 100°19′12.2″E / 36.484500, 100.320056                                                                               |                |                     |    |      |                                                    |
| Dabanshan Pass                                 | S105                              | No           | 3780 | 37°12′41.9″N 101°48′10.2″E / 37.211639, 101.802833                                                                               |                |                     |    |      |                                                    |
| Chái Daban                                     |                                   | No           | 3780 | 39°17′44.9″N 97°48′44.4″E / 39.295806, 97.812333                                                                                 |                |                     |    |      |                                                    |
| Jingyangling Pass                              | G227                              | Si           | 3770 | 37°50′19.2″N 101°06′51.6″E / 37.838667, 101.114333                                                                               |                |                     |    |      |                                                    |
| Dabanyahuo Pass/Zhong Daban                    | S105/G569                         | No           | 3750 | 37°13′11.7″N 101°47′10.2″E / 37.219917, 101.786167                                                                               |                |                     |    |      |                                                    |
| Luohe Pass/Nanshan Yakou                       | Qiajiang Highway                  | Si           | 3720 | 36°32′12.4″N 100°27′60.0″E / 36.536778, 100.466667 Coordenadas: segundos de longitud >= 60 {{#coordinates:}}: longitud no válida |                |                     |    |      |                                                    |
| Biandukou Pass/Eboling Pass                    | G227                              | Si           | 3698 | 38°00′04.5″N 100°55′00.4″E / 38.001250, 100.916778                                                                               |                |                     |    |      |                                                    |
| Duanluomuniha Pass/Sala Pass                   | X515/Chamo Highway                | Si           | 3695 | 37°32′00.2″N 100°44′25.9″E / 37.533389, 100.740528                                                                               |                |                     |    |      |                                                    |
| Xidabangou Pass/Heiling Pass/Shangqingtu Yakou | Antigua S301/Chengxi Highway/G341 | No           | 3660 | 37°09′03.3″N 101°09′27.0″E / 37.150917, 101.157500                                                                               |                |                     |    |      |                                                    |
| Dangjin Pass                                   | G215                              | Si           | 3648 | 39°19′18.2″N 94°16′12.1″E / 39.321722, 94.270028                                                                                 |                |                     |    |      |                                                    |
| Gongnailahe Pass                               | Tongxia Highway                   | Si           | 3643 | 35°28′22.0″N 102°19′46.3″E / 35.472778, 102.329528                                                                               |                |                     |    |      |                                                    |
| Dalijia/Dariga Pass                            | S202/S310                         | Si           | 3601 | 35°34′45.0″N 102°44′40.2″E / 35.579167, 102.744500                                                                               |                |                     |    |      |                                                    |
| Nihama Yakou/Haixia                            | Qiajiang Highway/antigua X306     | Si           | 3600 | 36°25′19.8″N 100°35′28.0″E / 36.422167, 100.591111                                                                               |                |                     |    |      |                                                    |
| Wanfuya Pass                                   | Xiaodongsuolvyou Highway          | Si           | 3570 | 38°04′12.9″N 100°14′00.9″E / 38.070250, 100.233583                                                                               |                |                     |    |      |                                                    |
| Maixiushan Pass                                | G213                              | Si           | 3554 | 35°13′21.1″N 101°50′21.2″E / 35.222528, 101.839222                                                                               |                |                     |    |      |                                                    |
| Nie Jialiang Yakou                             |                                   |              | 3548 | 36°18′26.3″N 101°36′24″E / 36.307306, 101.60667                                                                                  |                |                     |    |      |                                                    |
| Wutailing Pass                                 | G338/Tianhu Highway               | Si           | 3540 | 36°58′16.5″N 102°48′04.6″E / 36.971250, 102.801278                                                                               |                |                     |    |      |                                                    |
| Xiehalong Pass                                 |                                   | No           | 3522 | 35°37′03.9″N 101°49′21.4″E / 35.617750, 101.822611                                                                               |                |                     |    |      |                                                    |
| Beishan Pass/Beilongshan Yakou/Yanfu Daban     | S103/G341(Weibei highway)/G338    | Si           | 3489 | 37°00′30.0″N 102°10′41.6″E / 37.008333, 102.178222                                                                               |                |                     |    |      |                                                    |
| Wendu Pass                                     | G315                              | Si           | 3451 | 37°03′33.1″N 100°42′22.7″E / 37.059194, 100.706306                                                                               |                |                     |    |      |                                                    |
| Tú Daban/Tudaban Pass                          | S215/Huangjia Highway             | No           | 3429 | 39°33′49.6″N 97°42′20.3″E / 39.563778, 97.705639                                                                                 |                |                     |    |      |                                                    |
| Beishan Yakou                                  |                                   | Si           | 3378 | 36°43′58.2″N 101°18′5.31″E / 36.732833, 101.3014750                                                                              |                |                     |    |      |                                                    |
| Qingshashan Yakou                              |                                   |              | 3264 | Coordenadas: Formato no reconocido Se han pasado argumentos no válidos a la función {{#coordinates:}}                            |                |                     |    |      |                                                    |
| Gamulong Yakou                                 |                                   | Si           | 3200 | 37°23′19.1″N 101°51′41.73″E / 37.388639, 101.8615917                                                                             |                |                     |    |      |                                                    |
| Shuobei Yakou                                  |                                   | Si           | 3033 | 36°57′37.7″N 101°50′53.18″E / 36.960472, 101.8481056                                                                             |                |                     |    |      |                                                    |
| Kerijiha Pass                                  |                                   | Si           | 2973 | 36°06′06.2″N 101°40′04.3″E / 36.101722, 101.667861                                                                               |                |                     |    |      |                                                    |
| Dongpeng Yakou                                 |                                   |              | 2950 | 36°15′23.8″N 101°58′20″E / 36.256611, 101.97222 -                                                                                | Yuanling Daban | Y331/Yonghuang Road | No | 2930 | 37°52′40.5″N 101°55′38.7″E / 37.877917, 101.927417 |
|                                                |                                   |              |      | |                |                     |    |      |                                                    |